# Cryptandra dielsii
Cryptandra dielsii är en brakvedsväxtart som beskrevs av Charles Austin Gardner och Barbara Lynette Rye. Cryptandra dielsii ingår i släktet Cryptandra och familjen brakvedsväxter. Inga underarter finns listade i Catalogue of Life.